# Kamień Tizoca
Kamień Tizoca (hiszp. Piedra de Tízoc) – ogromny bazaltowy dysk odkryty 17 grudnia 1791 roku w rejonie Templo Mayor w Meksyku. Mierzy 267 cm średnicy, 121 cm grubości i waży 26 ton. Sądzi się, że mógł być kamieniem ofiarnym (temalacatl), jednak najprawdopodobniej był jedynie pomnikiem wykutym na cześć Tizoca, siódmego władcy Tenochtitlánu panującego w latach 1481–1486.
Choć rządy Tizoca były jednymi z najkrótszych i najgorszych w historii Azteków, to właśnie za jego panowania wykuto kamień, który obok Kamienia Słońca stał się jednym z najsłynniejszym azteckich rękodzieł. Był to właściwie jego największy wkład w kulturę, ponieważ władca nie przeprowadził żadnych zmian społecznych ani reform wojska, czy administracji. Jako dowódca również się nie sprawdził i poniósł wiele militarnych porażek, co doprowadziło do tego, że pod koniec jego rządów azteckie imperium było już poważnie osłabione. Prawdopodobnie, żeby podnieść swoją reputację i pokazać w lepszym świetle swoje rządy rozkazał wykuć kamień, na którym miały być przedstawione jego wielkie zwycięstwa i podboje.
Na wierzchniej części kamienia umieszczono wizerunek słońca, któremu władca ofiarował swoje zwycięstwa nad sąsiednimi miastami. Ponieważ znajdują się na nim także rowki, pojawiły się podejrzenia, że mógł on służyć do składania ofiar. Bok kamienia podzielony jest na trzy części: górną zajmują gwiazdy i konstelacje symbolizujące niebo, dolną zdobią trójkąty reprezentujące ziemię, a środkowa część przedstawia Tizoca przebranego w strój boga wojny, Huitzilopochtli. Obok wyrzeźbionych jest 15 scen zwycięstw, które odniósł nad innymi miastami oraz imiona pokonanych wodzów. Wśród przedstawionych na kamieniu postaci znajduje się też aztecki bóg zła, ciemności i zemsty, Tezcatlipoca, trzymający za włosy inne bóstwa oraz wojownicy trzymający za włosy swoich wrogów. W kulturze Azteków był to symbol uległości i porażki. Na kamieniu znajdują się też nazwy już podbitych miejsc, jak i tych które uznano, że wkrótce zostaną zdobyte.
Obecnie kamień znajduje się w Narodowym Muzeum Antropologicznym w Meksyku.